# Тень на дороге
«Тень на дороге» — советский фильм 1956 года снятый на киностудии «Грузия-фильм» режиссёром Давидом Рондели.

## Сюжет
Пастух Георгий Чохели влюблён учительницу Нино, но женщина очарована новоназначенным в район руководящим работником Леваном Гелашвили. Карьерист Гелашвили не принимает во внимание опыт и советы пастухов, что утрату пастбищ и гибель овечьих отар. Гелашвили требует от Георгия уничтожить документы, чтобы скрыть преступление. Георгий, узнав, что Нино беременна от Гелашвили, но тот не собирается жениться на девушке, говорит, что уничтожит документы, но Гелашвили должен жениться на Нино…

## В ролях
- Лия Элиава — Нино
- Зураб Лаферадзе — Георгий Чохели
- Эдишер Магалашвили — Леван
- Вахтанг Нинуа — Шакро
- Нинели Цинцадзе — Ивлита
- Бухути Закариадзе — Мамука
- Гоча Абашидзе — Тедо
- Мераб Хиникадзе — Арчил
- Вукол Кинцурашвили — Симон Бакурадзе
- Екатерина Амиреджиби — бабушка Тедо
- Тамара Бакрадзе — Магдана
- Ираклий Кокрашвили - Ило
- Акакий Кванталиани — дядя Ладо
- Гиви Тохадзе — эпизод
- Сесилия Такаишвили — эпизод
- Елена Егорова — эпизод

## Критика
Как отмечается в литературе, фильм пользовался большим успехом в Грузии.